# 茨城县旗
茨城县旗（日语：／ Ibaraki ken ki）是日本的47面日本都道府县旗之一。该条目是对茨城县旗以及茨城县章（日语：／）的解说。

## 概要
现在的县旗、县章是1991年（平成3年）为了纪念县政120周年而制定的，替代了1966年制定的旧县旗、县章。设计者是永井一正。它是茨城县花玫瑰的图案化，旋涡状意味着“先进性”“创造性”“跃动”“发展”。

## 旧县章、县旗
旧县章、县旗是1966年（昭和41年）指定的。设计者是山崎猛。县旗的基调与现在的县旗一样是青色的，县章是片假名“イハラキ”的圆形变与玫瑰花的图案化。

## 脚注
1. ↑  茨城県の県章，県旗及び県花 的存檔，存档日期2013-10-19.